# Kim Bodnia
Kim Bodnia (Copenaghen, 12 aprile 1965) è un attore danese.

## Biografia
Ha interpretato il detective Martin Rohde nella serie televisiva dano-svedese The Bridge - La serie originale.

## Filmografia parziale

### Cinema
- Il guardiano di notte (Nattevagten), regia di Ole Bornedal (1994)
- Pusher - L'inizio (Pusher), regia di Nicolas Winding Refn (1996)
- Bleeder, regia di Nicolas Winding Refn (1999)
- In China They Eat Dogs (I Kina Spiser de Hunde), regia di Lasse Spang Olsen (1999)
- Monstertorsdag, regia di Arild Østin Ommundsen (2004)
- The Journals of Knud Rasmussen, regia di Zacharias Kunuk e Norman Cohn (2006)
- Terribly Happy (Frygtelig lykkelig), regia di Henrik Ruben Genz (2008)
- The Candidate (Kandidaten), regia di Kasper Barfoed (2008)
- In un mondo migliore (Hævnen), regia di Susanne Bier (2010)
- My Good Enemy (Min bedste fjende), regia di Oliver Ussing (2010)
- Sandheden om mænd, regia di Nikolaj Arcel (2010)
- Delhi Belly, regia di Abhinay Deo (2011)
- Love Is All You Need (Den skaldede frisør), regia di Susanne Bier (2012)
- The Stranger Within - L'Inganno (The Stranger Within), regia di Adam Neutzsky-Wulff (2013)
- Una folle passione (Serena), regia di Susanne Bier (2014)
- The Veil of Twilight (Skumringslandet), regia di Paul Magnus Lundø (2014)
- Rosewater, regia di Jon Stewart (2014)
- La ragazza del mare (Young Woman and the Sea), regia di Joachim Rønning (2024)
- F1 - Il film (F1: The Movie), regia di Joseph Kosinski (2025)

### Televisione
- The Killing (Forbrydelsen) – serie TV, episodi 1x18-1x19-1x20 (2007)
- The Bridge - La serie originale (Bron/Broen) – serie TV, 20 episodi (2011-2013)
- Hostages (בני ערובה Bnei Aruba) – serie TV, 3 episodi (2016)
- Killing Eve – serie TV, 29 episodi (2018-2022)
- Lettera al re (The Letter for the King) – miniserie TV, 6 puntate (2020)
- The Witcher – serie TV, 6 episodi (2021)

## Doppiatori italiani
Nelle versioni in italiano delle opere in cui ha recitato, Kim Bodnia è stato doppiato da:
- Pasquale Anselmo ne Il guardiano di notte, The Bridge - La serie originale, La ragazza del mare
- Antonio Palumbo in Love is All You Need, Killing Eve (st.2-)
- Alberto Bognanni in Pusher - l'inizio
- Gianluca Tusco in Killing Eve (st.1)
- Alessio Cigliano in The Witcher
- Alessandro Budroni in F1 - Il film